# Juńcza (Olsztynek)
Juńcza (deutsch Julienhof) ist ein kleiner Ort in der polnischen Woiwodschaft Ermland-Masuren und gehört zur Gmina Olsztynek (Stadt- und Landgemeinde Hohenstein i. Ostpr.) im Powiat Olsztyński (Kreis Allenstein).

## Geographische Lage
Juńcza liegt im südlichen Westen der Woiwodschaft Ermland-Masuren, jeweils 25 Kilometer südöstlich der früheren Kreisstadt Osterode in Ostpreußen (polnisch Ostróda) bzw. südwestlich der heutigen Kreismetropole Olsztyn (deutsch Allenstein).

## Geschichte
Der Abbau Skalweit, bestehend aus einem mittleren Hof, wurde am 15. März 1848 in „Julienhof“ umbenannt und war bis 1945 ein Wohnplatz innerhalb der Gemeinde Königsgut (polnisch Królikowo) im Kreis Osterode in Ostpreußen.
Als 1945 in Kriegsfolge das gesamte südliche Ostpreußen an Polen fiel, erhielt Julienhof die polnische Namensform „Juńcza“. Heute ist es eine kleine Kolonie, die zum Schulzenamt (polnisch Sołectwo) Królikowo innerhalb der Stadt- und Landgemeinde Olsztynek (Hohenstein i. Ostpr.) im Powiat Olsztyński (Kreis Allenstein) gehört, bis 1998 der Woiwodschaft Olsztyn, seither der Woiwodschaft Ermland-Masuren zugehörig.

## Kirche
Bis 1945 war Julienhof in die evangelische Pfarrkirche Hohenstein (Ostpreußen) in der Kirchenprovinz Ostpreußen der Kirche der Altpreußischen Union, außerdem in die römisch-katholische Stadtkirche in Hohenstein im Bistum Ermland eingepfarrt. heute gehört Juńcza ebenso zu Olsztynek – zur dortigen katholischen Kirche wie auch zur dortigen evangelischen Kirchengemeinde, einer Filialgemeinde von Olsztyn in der Diözese Masuren der Evangelisch-Augsburgischen Kirche in Polen.

## Verkehr
Juńcza ist über Nebenstraßen von Olsztynek (Hohenstein i. Ostpr.) bzw. von Królikowo (Königsgut) aus auf direktem Wege erreichbar. Die nächste Bahnstation ist Olsztynek an der Bahnstrecke Działdowo–Olsztyn (Soldau–Allenstein).